# Denksportkampioen
Denksportkampioen was een Nederlandse televisiequiz van RTL. Het programma werd uitgezonden aan het begin van de negentiger jaren van de twintigste eeuw.
In Nederland werd de quiz op het RTL4 –programma gepresenteerd door Hans Kazan. In Vlaanderen werd Denksportkampioen op TV1 uitgezonden door de BRTN met Herman Van Molle als presentator. 
Denksportkampioen werd bedacht door Bart Schuil en Jan Meulendijks.  Het programma werd gemaakt door WIN TV Producties en RTL Productions. De opnames werden gemaakt in de studio’s van RTL Luxemburg.

## Opzet
In het programma waren spelrondes gespeeld met puzzelsoorten als kruiswoordpuzzels, cryptogrammen, doorlopers,filippines, speurpuzzels, visitekaartjes en woordslangen.
Het programma was op dertien zaterdagavonden te zien. De afleveringen 4, 8 en 12 waren finaleronden. In elke aflevering stonden drie kandidaten tegenover elkaar. De drie winnaars van de afleveringen 4, 8 en 12 stonden tegenover elkaar in de laatste, dertiende aflevering. 
Elke aflevering eindigde met een eindspel. Naast diverse prijzen was er voor de winnaar de Denksporttrofee en een Encyclopedie ter waarde van f 12.000,-